# La Herradura, Tenango del Valle
La Herradura är en ort i Mexiko.   Den ligger i kommunen Tenango del Valle och delstaten Mexiko, i den sydöstra delen av landet, 60 km sydväst om huvudstaden Mexico City. La Herradura ligger 2 595 meter över havet och antalet invånare är 1 058.
Terrängen runt La Herradura är lite bergig, och sluttar söderut. Runt La Herradura är det tätbefolkat, med 550 invånare per kvadratkilometer. Närmaste större samhälle är Tenango de Arista, 7,2 km norr om La Herradura. Omgivningarna runt La Herradura är en mosaik av jordbruksmark och naturlig växtlighet.